# Gonia occidentalis
Gonia occidentalis là một loài ruồi trong họ Tachinidae.